# Empis opaca
Empis opaca ist eine Fliege aus der Familie der Tanzfliegen (Empididae).

## Merkmale
Die Fliegen erreichen eine Körperlänge von 6,5 bis 9 Millimetern. Ihr Körper ist schwarz gefärbt und grau bestäubt. Am Thorax verlaufen unbeborstete Längsstreifen, zwischen denen grau samtige Streifen mit Beborstung liegen. Der Kopf ist rund und hat einen langen, leicht gekrümmten Rüssel. Die Schenkel (Femora) sind braun gefärbt, die Schienen (Tibien) an den vorderen und mittleren Beinen sind nur dünn behaart. Eine sichere Bestimmung der Art kann nur durch eine genitalmorphologische Untersuchung erfolgen.

## Vorkommen und Lebensweise
Die Art ist in Mittel- und Westeuropa verbreitet. Die Tiere treten im Mai am Rande feuchter Laubwälder in großen Schwärmen auf. Das Männchen fängt bei der Partnerwerbung eine Fliege und schwebt mit seiner Beute in der Luft. Das Weibchen rammt das Männchen im Flug, wodurch beide zu Boden stürzen und das Weibchen sich dem Brautgeschenk zuwenden kann. Währenddessen findet die Paarung statt. Das Paar kann miteinander verbunden gemeinsam fliegen. 

## Belege